# Charles Thorn
Charles Thorn (né le 14 août 1946) est professeur de physique à l'Université de Floride à Gainesville, en Floride. Il joue un rôle important dans le développement des modèles duaux et de la théorie des cordes. Il prouve l'inexistence des fantômes dans la théorie des cordes. Le théorème de Goddard-Thorn est un résultat sur certains espaces vectoriels en théorie des cordes développé avec Peter Goddard.

## Biographie
Thorn obtient son diplôme de premier cycle en physique au Massachusetts Institute of Technology (MIT) et termine son doctorat en physique de l'Université de Californie à Berkeley en 1971 sous la direction de Stanley Mandelstam. Il occupe des postes postdoctoraux au MIT et au CERN.
Charles Thorn développe une approche de la théorie des cordes basée sur l'idée de morceaux de cordes . Cette idée le conduit à la conclusion que dans ce formalisme l'une des dimensions de l'espace-temps apparaît comme dynamique. Les degrés de liberté fondamentaux se propagent sur une surface dans une dimension inférieure donnant ainsi une théorie holographique.
Il est élu membre de l'American Physical Society en 1989 "pour des études sur les propriétés infrarouges de base des nouveaux matériaux .